# 국도 제44호선 (이란)

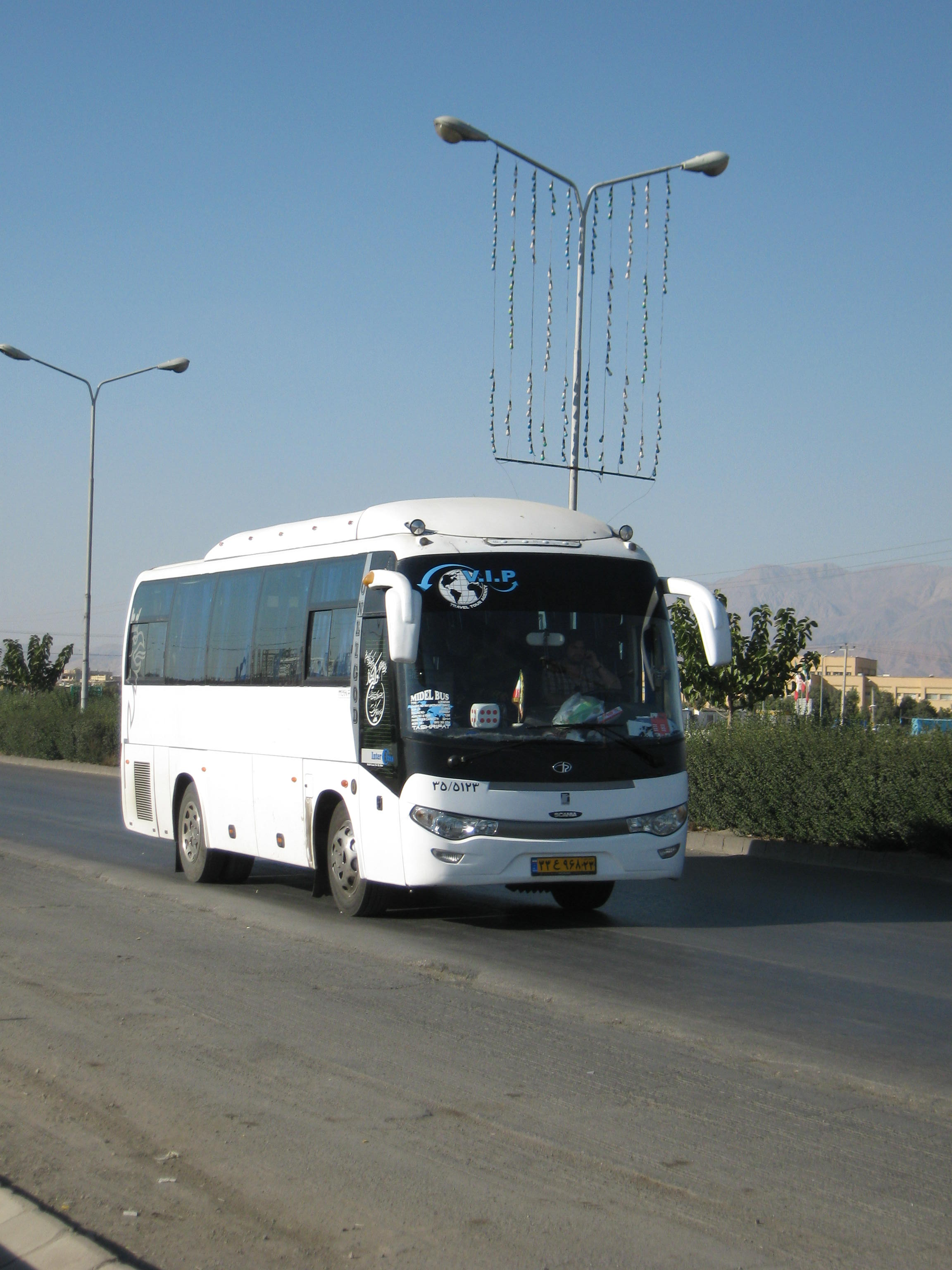
이란의 동쪽인 니샤푸르에서 질주하고 있는 버스가 주행중인 모습 (이란 44번 국도)

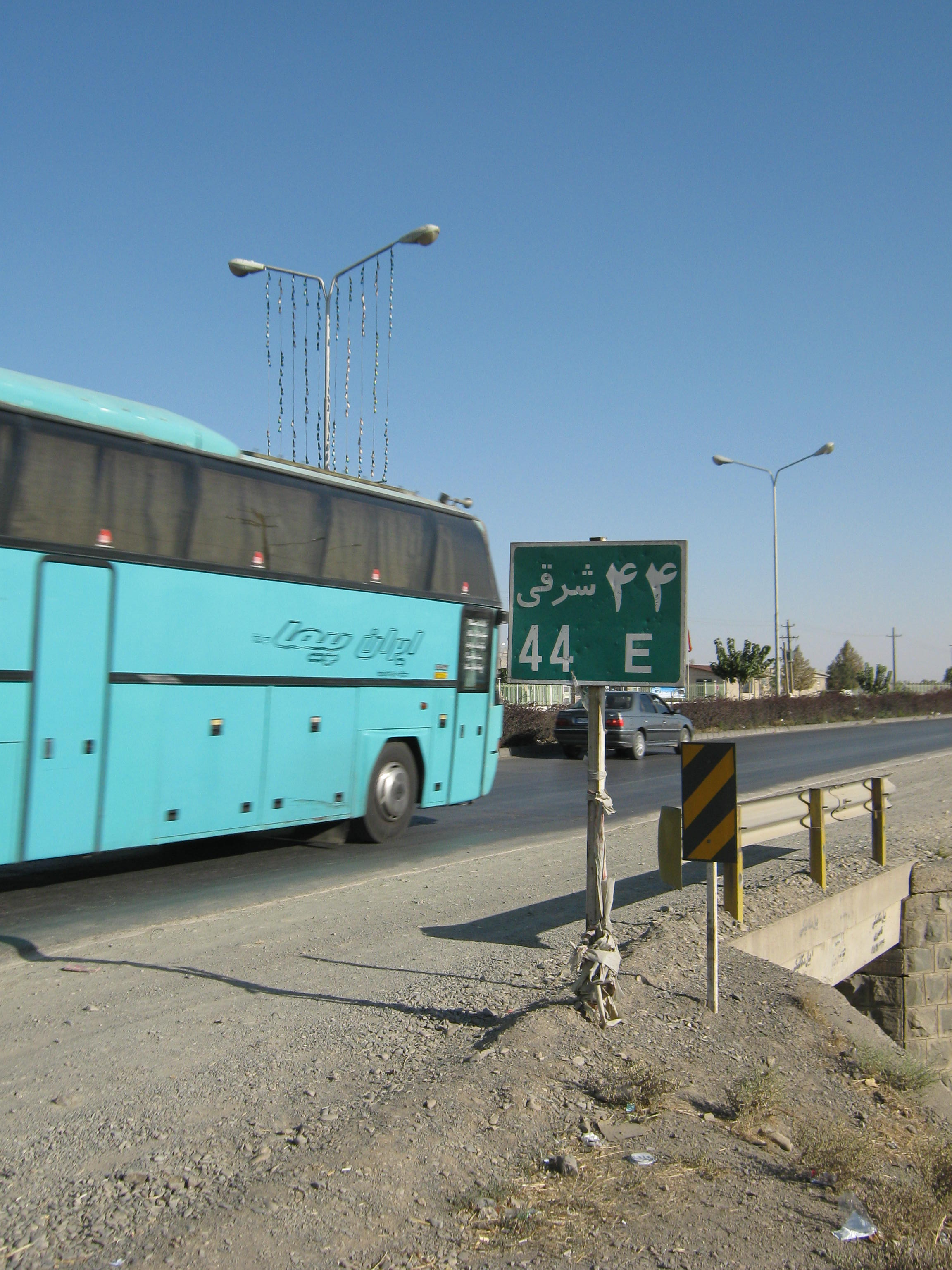
이란 44번 국도 (니샤푸르)

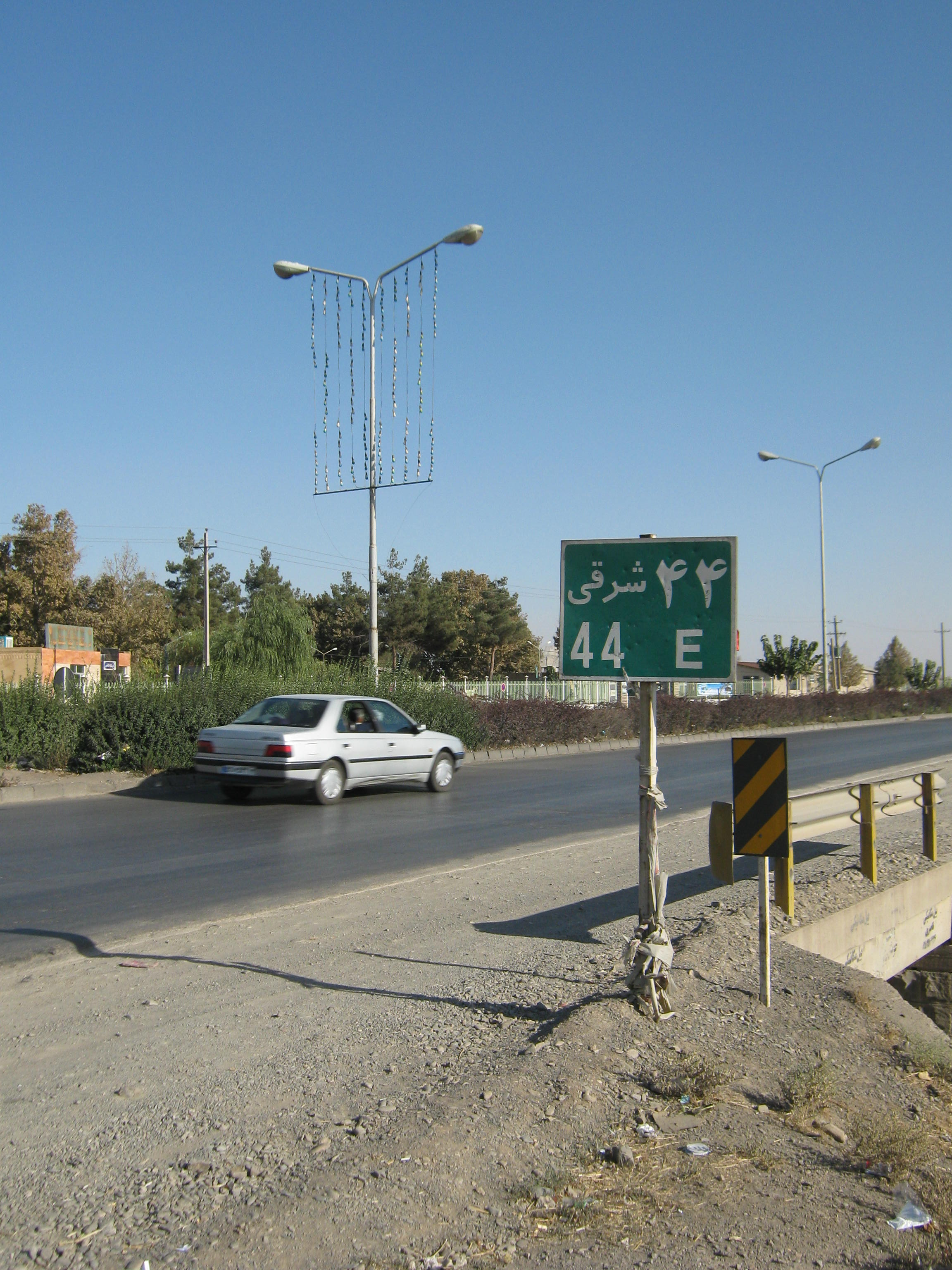
이란 44번 국도

국도 제44호선(Road 44)은 이란 테헤란주 테헤란에서 출발, 호라산에라자비주 마슈하드까지 이어주는 총 연장 860 km의 구간을 가진 일반 국도이다. 그러나 이 도로는 아시안 하이웨이 1호선의 일부이다.